# محاصره تورون
محاصره تورون (انگلیسی: Siege of Toron) میان نیروهای مشترک پادشاهی اورشلیم و امپراتوری مقدس روم و نیروهای ایوبی مدافع قلعه تورون به وقوع پیوست که پس چند ماه محاصره، نیروهای متحد صلیبی شکست خورده و مجبور به عقب‌نشینی شدند.